# Marcial Acharán y Smith
Marcial Acharán y Smith (Valparaíso, 30 de junio de 1837 - Lima, 14 de septiembre de 1918) fue un empresario chileno, ligado a la vida política y económica del Perú del siglo XIX. Fue fundador de la Escuela de Artes y Oficios que lleva su nombre en la Ciudad de Trujillo, Perú.

## Biografía
Nació en Valparaíso, Chile, en junio de 1837, hijo de don Juan Ángel Acharán y doña Rufina Smith. Se casó en primeras nupcias con la dama peruana Francisca (Panchita) Larrea, con la que no tuvo hijos. Cuando Francisca fallece, conoce a la Sra. Ana Lucía de la Torre, con quien contrae matrimonio en segundas nupcias.
Merced a su trabajo, acumuló fortuna, formando la Compañía Acharán y Goycochea en la ciudad de Trujillo, Perú.
Al surgir la guerra entre Perú y Chile, viaja a Francia, regresando al término de ésta para continuar sus actividades comerciales. Durante su viaje a Francia se ve inmerso en una corriente de ideas renovadores en lo social y económico.

## Padrino de los Haya de la Torre
Cuando Marcial Acharán regresa al Perú, y a iniciativa de su esposa Ana Lucía, toma a su cargo el cuidado y la educación de sus sobrinos, hijos de su cuñada: Agustín y Víctor Raúl Haya de la Torre.
Los principios de El Capital fueron pasados al joven Víctor Raúl Haya de la Torre por la influencia de Marcial Acharán.
Posteriormente, gracias a la fortuna económica de Don Marcial Acharan y Smith su sobrino Víctor Raúl Haya de la Torre viaja a estudiar a Francia y, con las ideas de su tutor y protector, trata de adaptar las teorías de política económica del Marxismo, acomodándolas a la realidad de los países latinoamericanos, de acuerdo a su propia interpretación de la coyuntura social y política de la región.
De este análisis, y por influencia de algunos otros ideólogos contemporáneos, funda en México en 1924, la Alianza Popular Revolucionaria Americana como movimiento latinoamericano, que en el Perú devendría Alianza Popular Revolucionaria Americana (APRA).
Es importante resaltar, también que Don Marcial Acharán y Smith, fue nombrado Vicecónsul en la Ciudad de Trujillo el 6 de junio de 1877.

## Colegio Marcial Acharán Y Smith
Marcial Acharán fallece en Lima el 14 de septiembre de 1918, dejando en su testamento una fortuna para los descendientes de su único hermano, Juan Antonio Acharán y Smith.
Parte de su fortuna fue dedicada a la instalación y operación de un Instituto Técnico para la formación de los "hijos del proletariado de la Ciudad de Trujillo", que llevó su nombre hasta que - anecdóticamente - fue confiscado y convertido en Colegio Nacional Mixto de Trujillo por el primer gobierno Aprista del Perú.
La fortuna de Marcial Acharán y Smith fue compartida con su hermano Juan Antonio Acharán, quien, desde Chile y con sabiduría comercial, adquiere propiedades y concesiones mineras que lo convierten en una persona de gran influencia en la región.
Durante la guerra del Pacífico entre Perú Chile y Bolivia, el Gobierno de Chile contacta con Juan Antonio Acharan Y Smith para integrarlo a las fuerzas de ocupación Chilena a lo cual el deniega por ser casado con dama Peruana y algunos de sus hijos nacidos en Perú.
Sus propiedades en Iquique y Antofagasta que incluían minas de fosfatos, salitreras y vastos terrenos de cultivos fueron incautados ilegalmente por el Gobierno de Chile y nunca fueron devueltos.
La historia de Marcial Acharán, como la de su hermano Juan Antonio, está íntimamente ligada a la historia del Perú Republicano por la influencia que el APRA ha tenido es ese país durante buena parte de su historia.
La calidad humana y voluntad de servicio al Perú y Chile de los hermanos Acharan y Smith nunca han sido apropiadamente reconocidos y, en verdad, tratado de ser escondido a la opinión pública porque deja en evidencia el nepotismo y carencia de orden judico en la que se basan ambas naciones.
En la misma manera que el gobierno de Chile expropio ilegalmente las propiedades de Juan Antonio Acharan, el gobierno del Perú (Alan García Pérez) expropia y nacionaliza la escuela de instrucción tecnical formada por Marcial Acharan en Trujillo a pesar de existir un testamento de por medio.